# Reserva Biológica da Ilha Pájaros
A Reserva Biológica da Ilha Pájaros (em castelhano:  Reserva Biológica Isla Pájaros) é uma área protegida na Costa Rica, administrada sob a Área de Conservação do Pacífico Central. Foi criada em 1976 pelo decreto 5963-A.